# Pinnixa darwini
Pinnixa darwini is een krabbensoort uit de familie van de Pinnotheridae. De wetenschappelijke naam van de soort is voor het eerst geldig gepubliceerd in 1960 door Garth.